# Melanterite
La melanterite (simbolo IMA: Min), nota anche come vetriolo di ferro, è un minerale piuttosto comune della classe dei minerali "solfati (e parenti)" appartenente al gruppo della melanterite. La sua composizione chimica è Fe[SO4]·7H2O cioè è un solfato ferroso contenente acqua.

## Etimologia e storia
Gli antichi sfruttavano questo minerale per le proprietà medicinali, in particolar modo per le infezioni degli occhi.
Plinio il Vecchio chiamava la mistura fatta con questo minerale con il tannino astramentum sutorium (cioè nero dei calzolai, giacché il tannino reagiva col ferro contenuto in questo minerale creando un composto nero, questo composto nero veniva utilizzato per realizzare anche degli inchiostri).
Il vetriolo di ferro era già noto nel Medioevo e veniva mescolato con vari rimedi e utilizzato in forma impura, contenente rame, come la cosiddetta acqua di rame per l'inchiostro da scrittura.
La melanterite è stata descritta per la prima volta da François Sulpice Beudant (Parigi 1787 - 1850), geologo e mineralogista francese, nel 1832.
Il minerale ricevette il nome di melanterite, valido ancora oggi, nel 1850 da Wilhelm Karl Ritter von Haidinger, che lo chiamò con il nome della parola greca μελαντηρία (= tinta nera, inchiostro), a causa del suo sapore astringente e metallico, tipico dell'inchiostro.

## Classificazione
Già nell'obsoleta ma ancora in uso 8ª edizione della sistematica minerale secondo Strunz, la melanterite apparteneva alla classe dei minerali di "solfati, selenati, tellurati, cromati, molibdati, tungstati" e lì alla sottoclasse "C. Solfati acquosi senza anioni estranei", dove ha dato il nome al "gruppo della melanterite" con il sistema nº VI/C.06 e gli altri membri alpersite, bieberite, boothite, mallardite e zincmelanterite.
La 9ª edizione della sistematica minerale di Strunz, valida dal 2001 e utilizzata dall'Associazione Mineralogica Internazionale (IMA), classifica la melanterite nella categoria "7.C Solfati (selenati, etc.) senza anioni aggiuntivi, con H2O". Tuttavia, questa è ulteriormente suddivisa in base alla dimensione relativa dei cationi coinvolti, in modo che il minerale sia classificato nella suddivisione "7.CB Con soltanto cationi di media dimensione", dove forma il "gruppo della melanterite" con il sistema nº 7.CB.35 insieme agli altri membri alpersite, bieberite, boothite, mallardite e zincmelanterite.
La classificazione dei minerali secondo Dana, utilizzata principalmente nel mondo anglosassone, classifica la melanterite nella classe dei "solfati, cromati e molibdati" e lì nella sottoclasse degli "acidi idrati e solfati". Anche in questo caso dà il nome al "gruppo della melanterite (eptaidrati, monoclino: P21/c)" con il sistema nº 29.06.10 e gli altri membri alpersite, bieberite, boothite, mallardite e zincmelanterite si trovano all'interno della suddivisione di "Acidi acquosi e solfati con AXO4 × x(H2O)".

## Abito cristallino
La melanterite cristallizza nel sistema monoclino nel gruppo spaziale P21/c (gruppo nº 14) con i parametri reticolari a = 14,07 Å, b = 6,50 Å, c = 11,04 Å e β = 105,6°, oltre a 4 unità di formula per cella unitaria.

## Proprietà
Nell'aria secca, la melanterite si disidrata, cioè perde parte della sua acqua cristallina. Questo processo può essere intensificato mediante riscaldamento fino a trasformarsi infine nel minerale solfato szomolnokite (Fe[SO4] H2O), semplicemente contenente acqua e con colore che va dal giallastro a incolore.
La melanterite è facilmente solubile in acqua e ha un sapore dolce, ma allo stesso tempo ha un effetto astringente.

## Modificazioni e varietà
Finora sono note due varietà: la pisanite, contenente rame e la kirovite, contenente magnesio.

## Caratteri fisico-chimici
Facilmente solubile in acqua, ha sapore astringente e pessimo di inchiostro. Si disidrata all'aria e si decompone, per questo va conservato in contenitori stagni o sotto vuoto.
- Densità di elettroni: 1,96 gm/cc[1]
- Indice di fermioni: 0,00543507[1]
- Indice di bosoni: 0,99456493[1]
- Fotoelettricità: 6,48 barn/elettrone[1]
- Massa molare: 278 g/mole[3]
- Indici di rifrazione: 1,471 | 1,478 | 1.486 | 0 | 0 | 0[3]
- Molecole per unità di cella: 4[3]
- Birifrangenza: 0,0155[3]

## Origine e giacitura
La melanterite è un minerale secondario e di solito si forma come prodotto di ossidazione dai solfuri di ferro primari come pirite, marcasite e pirrotite. Viene anche rinvenuta associata ad alunogeno, alotrichite, pirrotite e pirite. In rari casi, tuttavia, può anche formarsi direttamente come sublimato dai gas vulcanici.
La melanterite, alla data del 2013, è stata rinvenuta in circa 870 siti.
In Italia la melanterite è stata trovata nei tufi vulcanici di Monteviale, in provincia di Vicenza; sotto forma di aghetti all'Aiguille du Chatelet, presso Courmayeur, in Valle d'Aosta; in forma di crosticine sulla pirite a Montefondoli, presso Chiusa d'Isarco, in provincia di Bolzano; a Castellano, frazione di Villa Lagarina e Pomarolo, presso Rovereto è segnalata come alterazione della marcasite.
Nella miniera di Libiola, a Sestri Levante, in forma di stalattiti; nel cantiere di Vigneria, a Rio Marina, nell'Isola d'Elba; nella miniera di Boccheggiano, in Val di Merse, nella maremma toscana.
Infine nella località di Roccalumera, in provincia di Messina insieme ad allume. È stata trovata pure in Sardegna tra i comuni di San Vito e Ballao nella provincia di Cagliari.
In Germania, il minerale è stato trovato in diversi luoghi della Foresta Nera e nei comuni di Nußloch, Bruchsal e Schriesheim nel Baden-Württemberg; nella Foresta bavarese, vicino a Lichtenberg e Waldsassen in Baviera; vicino a Messel, Richelsdorf e nel Taunus in Assia; sul Rammelsberg in Bassa Sassonia; in molti luoghi e miniere della Renania Settentrionale-Vestfalia come nell'Eifel (fino alla Renania-Palatinato), nella zona della Ruhr e nel Sauerland; a Königsberg, vicino a Rockenhausen e nel Westerwald in Renania-Palatinato; in diverse località nel comune di Nonnweiler e nei pressi di Dudweiler a Saarbrücken; nei monti Harz in Sassonia-Anhalt; in diverse località dei Monti Metalliferi e vicino a Potschappel, nell'Alta Lusazia e vicino a Oelsnitz in Sassonia, nonché vicino a Gera, Saalfeld/Saale e Lehesten in Turingia.
In Austria, il minerale si trovava in diverse località della Carinzia, del Salisburghese e della Stiria, nonché nei pressi di Gloggnitz nella Bassa Austria e nella valle tirolese dell'Inn.
In Svizzera, la melanterite è stata trovata nel comune di Thayngen (Canton Sciaffusa), nella Maderanertal (località Golzern) nel Canton Uri, nella miniera di sale vicino a Bex nel Canton Vaud e in diverse località del Canton Vallese.
Vale la pena menzionare per gli eccezionali ritrovamenti di melanterite Chvaletice nella Repubblica Ceca, dove sono state scoperte stalattiti lunghe fino a 20 cm. Stalattiti ancora più lunghe (fino a 2 m) e grandi croste sono state trovate nella "miniera di Aljustrel" in Portogallo. Cristalli particolarmente ben sviluppati, di dimensioni fino a 2 cm, sono venuti alla luce dalle miniere della città mineraria di Bisbee in Arizona e dalla "Boyd Mine" a Ducktown nella contea di Polk nel Tennessee (Stati Uniti).
Altri siti sono sparsi in tutto il mondo.

## Forma in cui si presenta in natura
Allo stato fresco e purissimo, la melanterite è di colore azzurro, e acquisisce un colore verde chiaro a causa della parziale ossidazione del solfato ferrico. A seconda del grado di alterazione, il minerale si presenta quindi in natura in diversi colori misti dal blu verdastro al verde bluastro. Tuttavia, il colore del suo striscio è sempre bianco.
Con una durezza Mohs pari a 2, la melanterite è uno dei minerali morbidi che possono essere graffiati con un'unghia, simile al gesso, minerale di riferimento. In natura, di solito si trova sotto forma di aggregati minerali da massicci a polverosi o fibrosi o aghiformi, concrezioni e stalattiti, nonché rivestimenti croccanti o efflorescenze. Raramente, forma anche cristalli tabulari, prismatici opseudo-ottaedrici con superfici vetrose.